# クィトラワク
クィトラワク（Cuitláhuac, 1476年頃 - 1520年）は、アステカの第10代の君主（トラトアニ、在位：1520年）。アシャヤカトルの子で、モクテスマ2世の弟にあたる。『チマルパイン文書』によると、モクテスマ2世はアシャヤカトルの8番目、クィトラワクは11番目の子であり、アステカ王になる前はイスタパラパの統治者だった。

## 即位の経緯
1519年にエルナン・コルテスの率いるスペイン人とトラスカラ人の連合軍がテノチティトランの町にはいると、時の国王モクテスマ2世はコルテスをもてなし、父のアシャヤカトルの宮殿に住まわせた。しかしスペイン人はモクテスマ2世を捕らえた。モクテスマ2世は屈辱を糊塗するために自分の意志でコルテスのもとに留まっているかのようにふるまった。
かくしてテノチティトランはモクテスマ2世とコルテスの二重統治状態になったが、キューバ総督ディエゴ・ベラスケスがコルテスを逮捕するためにパンフィロ・デ・ナルバエスをメキシコに送り込んでくる事件が起き、コルテスはナルバエスに対処するために1520年4月にベラクルスへ出征した。この間、コルテスの留守をあずかるペドロ・デ・アルバラードがウィツィロポチトリの祭りを行おうとしているアステカ人を虐殺する事件が発生し、怒ったアステカの兵士はアシャヤカトルの宮殿を攻撃したが、ナルバエスに勝利したコルテスが戻ってきて反撃した。
テノチティトランの統治階級はスペイン人に協力的なモクテスマ2世にかわって王の弟に当たるクィトラワクを王に選んだ。その後の戦いでモクテスマ2世は殺されたが、アステカ人に殺されたのかスペイン人に殺されたのかは文献によって異なる。
6月30日、テノチティトランでの権力を失ったコルテスらは夜にまぎれてテノチティトランから脱出しようとしたが、露見して攻撃され、大きな打撃を受けた（悲しき夜）。
コルテスらはトラスカラ王国に戻ってスペイン人とトラスカラ人の連合軍を再結成し、数ヶ月後にテノチティトランを再攻撃したが、クィトラワクはその前後にスペイン人から持ち込まれた天然痘に倒れた。『チマルパイン文書』によると、在位期間は80日に満たなかった。

## 記念
メキシコシティにはクイトラワク通りがあり、メキシコシティ地下鉄2号線にもクイトラワク駅がある。ベラクルス州の町クイトラワクの名もクィトラワクにちなむ。